# Новопокровка (Воронежская область)
Новопокровка — посёлок в Панинском районе Воронежской области.
Входит в состав Чернавского сельского поселения.

## География
Посёлок расположен в западной части бывшего Красноновского сельского поселения, южнее посёлка Щербачёвка.
В посёлке имеется одна улица — Аврора.

## История
Основан посёлок в начале XX века. В советский период входил в состав колхоза «Победа».
До 13 апреля 2015 года посёлок Новопокровка входил в состав Красноновского сельского поселения.

## Население
| 2000 | 2005 | 2010 |
| ---- | ---- | ---- |
| 29   | ↗31  | ↘8   |